# Börzsönyi-peremhegység
A Börzsönyi-peremhegység a Börzsöny egyik földrajzi kistája Pest és Nógrád vármegye területén. Területe 382 km².

## Földtan és domborzat
A kistáj a Börzsöny ősvulkánjának oldallejtőit foglalja magába, amelyek gyűrűszerűen helyezkednek el a Központi-Börzsöny körül. A tengerszint feletti magasság 122 (Kismarostól északra) és 661 m (Kámor-hegy) között változik.
A felszín több mint 2/3-át vulkáni anyagok fedik, főként andezittufa és agglomerátum. A fennmaradó részen lösszel vagy agyaggal borírott lajtamészkő (északnyugaton és délen), ill. középső miocén slír (északkeleten és délen) osztozik. A kistájon belül jól elkülöníthetők a magas-börzsönyi rétegvulkán peremén kialakult egyedi sztratovulkánok. A vulkáni működést követő hidrotermális tevékenység során történt ércesedésnek köszönhetően Nagybörzsöny a középkorban fontos bányaváros volt.

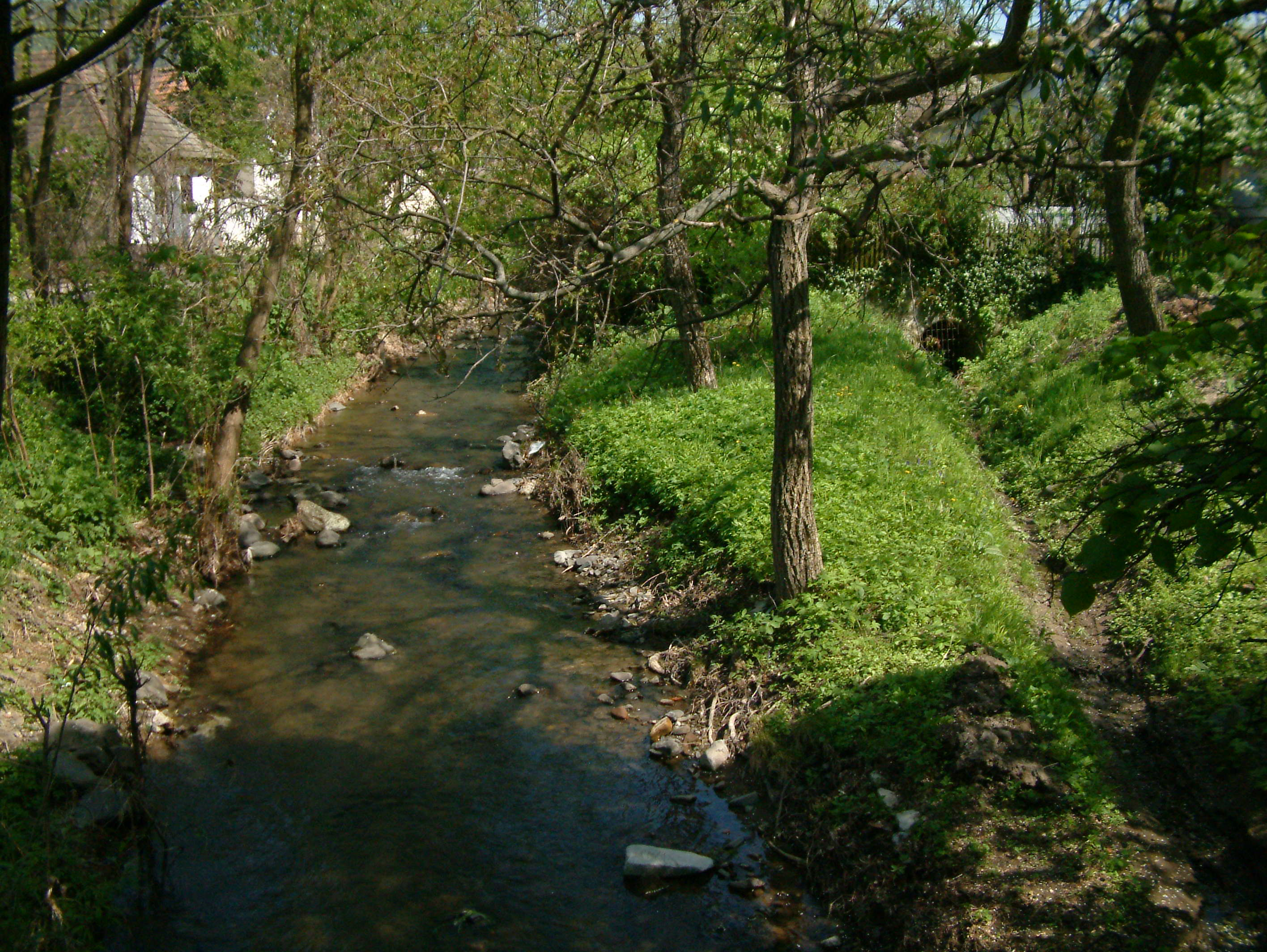
A Börzsöny-patak Nagybörzsönyben

A vízfolyáshálózat a hegység magasabb részein sűrűbb, a peremek felé gyérebb. Legjelentősebb vizei a Malomvölgyi-patak, a Török-patak és a Kemence-patak. Számos forrása közül a kemencei Kenyeres-forrás, valamint a perőcsényi Alsótól-forrás emelkedik ki időszakosan magas vízhozammal.

## Éghajlat
A kistáj éghajlata mérsékelten hűvös és mérsékelten nedves. Az évi napsütéses órák száma 1900 körüli, az éves középhőmérséklet 8–10 °C körül alakul. A csapadék évente 600–750 mm. A hótakaró a legmagasabb részeken általában 60–70, a peremeken 40 napig marad meg, átlagos maximális vastagsága rendre 30–40, illetve 20 cm.

## Talaj és növényzet
A kistáj jellemző talajai az agyagbemosódásos barna erdőtalajok (82%) és az Ipoly völgyét kísérő dombsorokon a barnaföldek (17%).
A déli vidékeken főként melegkedvelő növénytársulások jellemzők, míg északon bükkösök, gyertyános-tölgyesek, a völgyekben égerligetek a meghatározók.
| Területhasznosítás | Terület    | Területarány |
| ------------------ | ---------- | ------------ |
| Lakott terület     | 908,4 ha   | 2,4%         |
| Szántó             | 4063,4 ha  | 10,6%        |
| Kert               | 1400,3 ha  | 3,7%         |
| Szőlő              | 2,9 ha     | 0,0%         |
| Rét, legelő        | 2201,8 ha  | 5,8%         |
| Erdő               | 29623,7 ha | 77,5%        |
| Vízfelszín         | 38,5 ha    | 0,1%         |

## Népesség
A kistáj területén öt település található: Bernecebaráti, Kemence, Perőcsény, Nagybörzsöny és Zebegény.